# Seth Hellberg
Bengt Seth Kanteh Hellberg (Kiruna, 19 agosto 1995) è un calciatore svedese naturalizzato liberiano, centrocampista del Brandbergen.

## Biografia
È nato in Svezia da padre svedese e madre liberiana.

## Carriera

### Club
Ha giocato tra la massima serie e la terza divisione svedese.

### Nazionale
Nel 2019 ha esordito con la nazionale liberiana.

## Statistiche

### Cronologia presenze e reti in nazionale
| Cronologia completa delle presenze e delle reti in nazionale ― Liberia | Cronologia completa delle presenze e delle reti in nazionale ― Liberia | Cronologia completa delle presenze e delle reti in nazionale ― Liberia | Cronologia completa delle presenze e delle reti in nazionale ― Liberia | Cronologia completa delle presenze e delle reti in nazionale ― Liberia | Cronologia completa delle presenze e delle reti in nazionale ― Liberia | Cronologia completa delle presenze e delle reti in nazionale ― Liberia | Cronologia completa delle presenze e delle reti in nazionale ― Liberia |
| Data                                                                   | Città                                                                  | In casa                                                                | Risultato                                                              | Ospiti                                                                 | Competizione                                                           | Reti                                                                   | Note                                                                   |
| ---------------------------------------------------------------------- | ---------------------------------------------------------------------- | ---------------------------------------------------------------------- | ---------------------------------------------------------------------- | ---------------------------------------------------------------------- | ---------------------------------------------------------------------- | ---------------------------------------------------------------------- | ---------------------------------------------------------------------- |
| 4-9-2019                                                               | Monrovia                                                               | Liberia                                                                | 3 – 1                                                                  | Sierra Leone                                                           | Qual. Mondiali 2022                                                    | -                                                                      | 75’                                                                    |
| 8-9-2019                                                               | Freetown                                                               | Sierra Leone                                                           | 1 – 0                                                                  | Liberia                                                                | Qual. Mondiali 2022                                                    | -                                                                      | 49’ 57’                                                                |
| 11-6-2021                                                              | Tunisi                                                                 | Mauritania                                                             | 1 – 0                                                                  | Liberia                                                                | Amichevole                                                             | -                                                                      |                                                                        |
| 14-6-2021                                                              | Tunisi                                                                 | Libia                                                                  | 0 – 1                                                                  | Liberia                                                                | Amichevole                                                             | -                                                                      | 80’                                                                    |
| 7-10-2021                                                              | Accra                                                                  | Liberia                                                                | 1 – 2                                                                  | Capo Verde                                                             | Qual. Mondiali 2022                                                    | -                                                                      | 61’                                                                    |
| 13-11-2021                                                             | Tangeri                                                                | Liberia                                                                | 0 – 2                                                                  | Nigeria                                                                | Qual. Mondiali 2022                                                    | -                                                                      | 65’                                                                    |
| 16-11-2021                                                             | Tangeri                                                                | Liberia                                                                | 3 – 1                                                                  | Rep. Centrafricana                                                     | Qual. Mondiali 2022                                                    | -                                                                      | 67’                                                                    |
| 24-3-2022                                                              | Aksu                                                                   | Liberia                                                                | 0 – 4                                                                  | Benin                                                                  | Amichevole                                                             | -                                                                      | 87’                                                                    |
| 27-3-2022                                                              | Aksu                                                                   | Liberia                                                                | 0 – 1                                                                  | Sierra Leone                                                           | Amichevole                                                             | -                                                                      |                                                                        |
| 29-3-2022                                                              | Aksu                                                                   | Liberia                                                                | 1 – 2                                                                  | Burundi                                                                | Amichevole                                                             | -                                                                      | 82’                                                                    |
| 12-9-2023                                                              | Accra                                                                  | Ghana                                                                  | 3 – 1                                                                  | Liberia                                                                | Amichevole                                                             | -                                                                      | 62’                                                                    |
| Totale                                                                 |                                                                        | Presenze                                                               | 11                                                                     |                                                                        | Reti                                                                   | 0                                                                      |                                                                        |